# Luka nietransparentności
Luka nietransparentności – zjawisko występujące w relacji między reklamodawcą a pracującą na jego zlecenie agencją reklamową lub domem mediowym, polegające na ukrywaniu przed reklamodawcą rzeczywistych kosztów kampanii reklamowych. Istnienie luki nietransparentności jest niekorzystne z punktu widzenia reklamodawcy, ponieważ ze względu na brak dostępu do danych surowych, uniemożliwia weryfikację efektywności i utrudnia optymalizację kampanii reklamowej. Luka nietransparentności jest tworzona za pomocą odpowiednich zapisów w umowach między reklamodawcą a agencją lub domem mediowym oraz przy użyciu narzędzi technologicznych służących do planowania i zakupu powierzchni reklamowej. Luka nietransparentności jest efektem budowania przez domy mediowe i agencje dodatkowej marży, która jest często ukryta przed reklamodawcą.
Elementy składające się na lukę nietransparentności:
- Różnice mediowe
- AVBs-y (Agency Volume Bonuses, zwane również kick-backami)
- Inne nieefektywności (m.in. niskie viewability reklam, niewłaściwe brand safety, ad fraud, brak własności danych, brak odpowiedniej optymalizacji).